# 保罗·雷蒙德

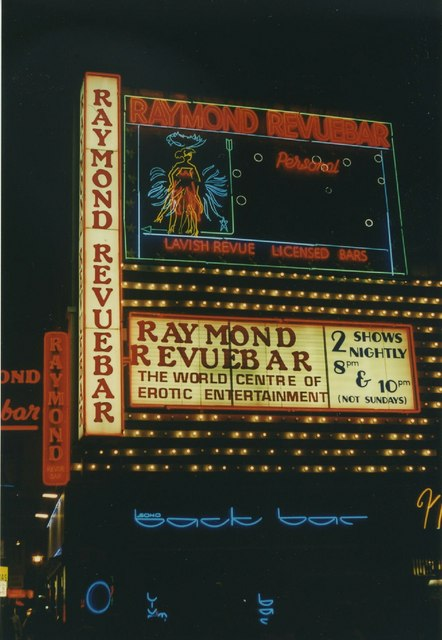
雷蒙德俱樂部的霓虹燈

保罗·雷蒙德（Paul Raymond，1925年11月15日—2008年3月2日），是一位英国脱衣舞俱乐部老板、色情雜誌出版人和房地产开发商。 1994年，他超过第六代威斯敏斯特公爵杰拉尔德·格罗夫纳成为英国首富。  2008年，他因前列腺癌和呼吸衰竭去世，享年82岁。 